# Hermann Ohl

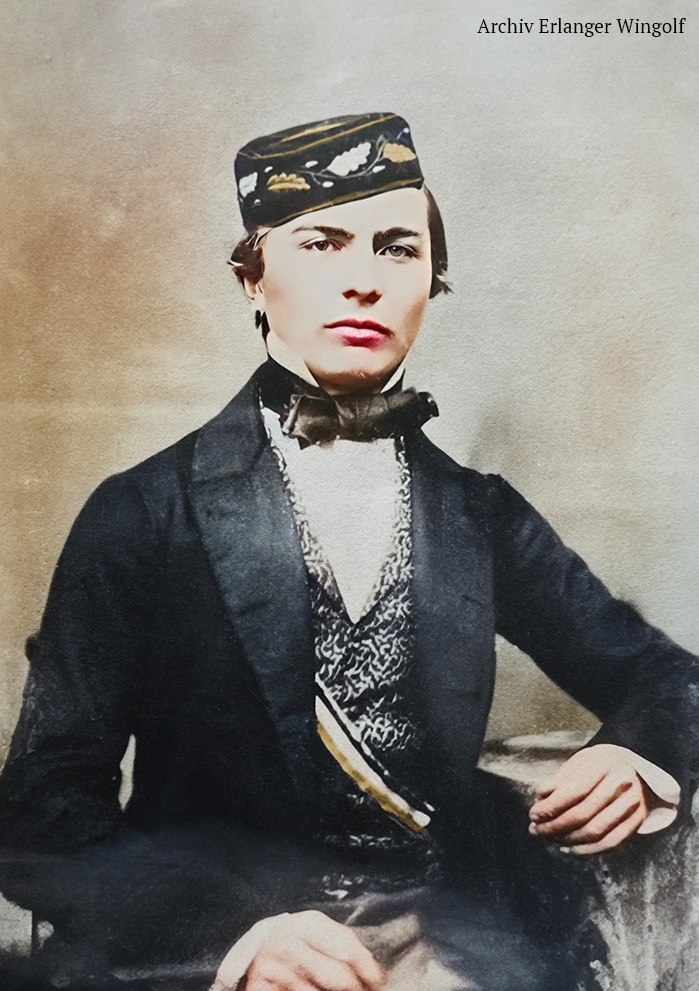
Hermann Ohl als Student, 1855, koloriert

Hermann Ohl (* 29. August 1836 in Neustrelitz; † 3. Juli 1914 in Ratzeburg; vollständiger Name: Hermann Karl Ernst Ludwig Ohl, auch: Hermann Carl Ernst Ludwig Ohl) war ein deutscher evangelisch-lutherischer Geistlicher, Pädagoge und Autor.

## Leben

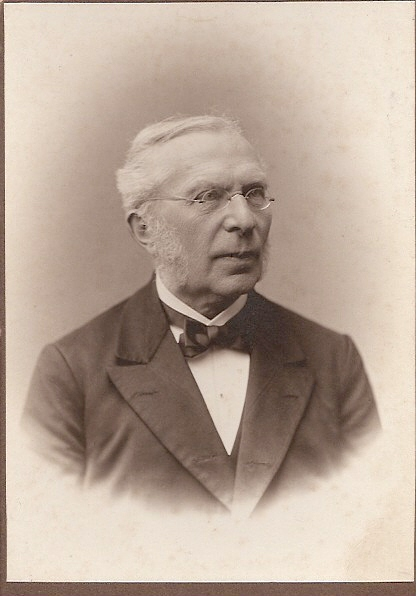
Hermann Ohl

Hermann Ohl war ein Sohn des späteren Neustrelitzer Hofpredigers und Superintendenten Hermann Leberecht Ohl (1806–1885). Er besuchte die Stadtschule in Stargard und das Gymnasium Carolinum in Neustrelitz. Ab 1854 studierte er Evangelische Theologie an den Universitäten Erlangen, Berlin und ab 1857 Rostock. Während des Studiums nahm er das Band des Erlanger und Rostocker Wingolf auf. Nach bestandenem Theologischen Examen war er zunächst 1859 bis 1860 Lehrer am Minterschen Erziehungsinstitut in Ludwigslust. Von 1860 bis 1862 wirkte er als Prädikant in Schönbeck und 1862/63 war er für ein Schuljahr Lehrer am Gymnasium Friedland (Mecklenburg). 1863/64 begleitete er als Hofmeister Paul von Joukowsky auf dessen Grand Tour nach Rom, Neapel und Bonn.
1864 erhielt er seine erste feste Stelle als Rektor in Wesenberg. 1868 wurde er Pastor in Selmsdorf, 1880 Präpositus in Stargard und von 1891 bis zu seinem Ruhestand 1910 war er Dompropst am Ratzeburger Dom. 1896 wurde ihm der Titel Konsistorialrat verliehen;.

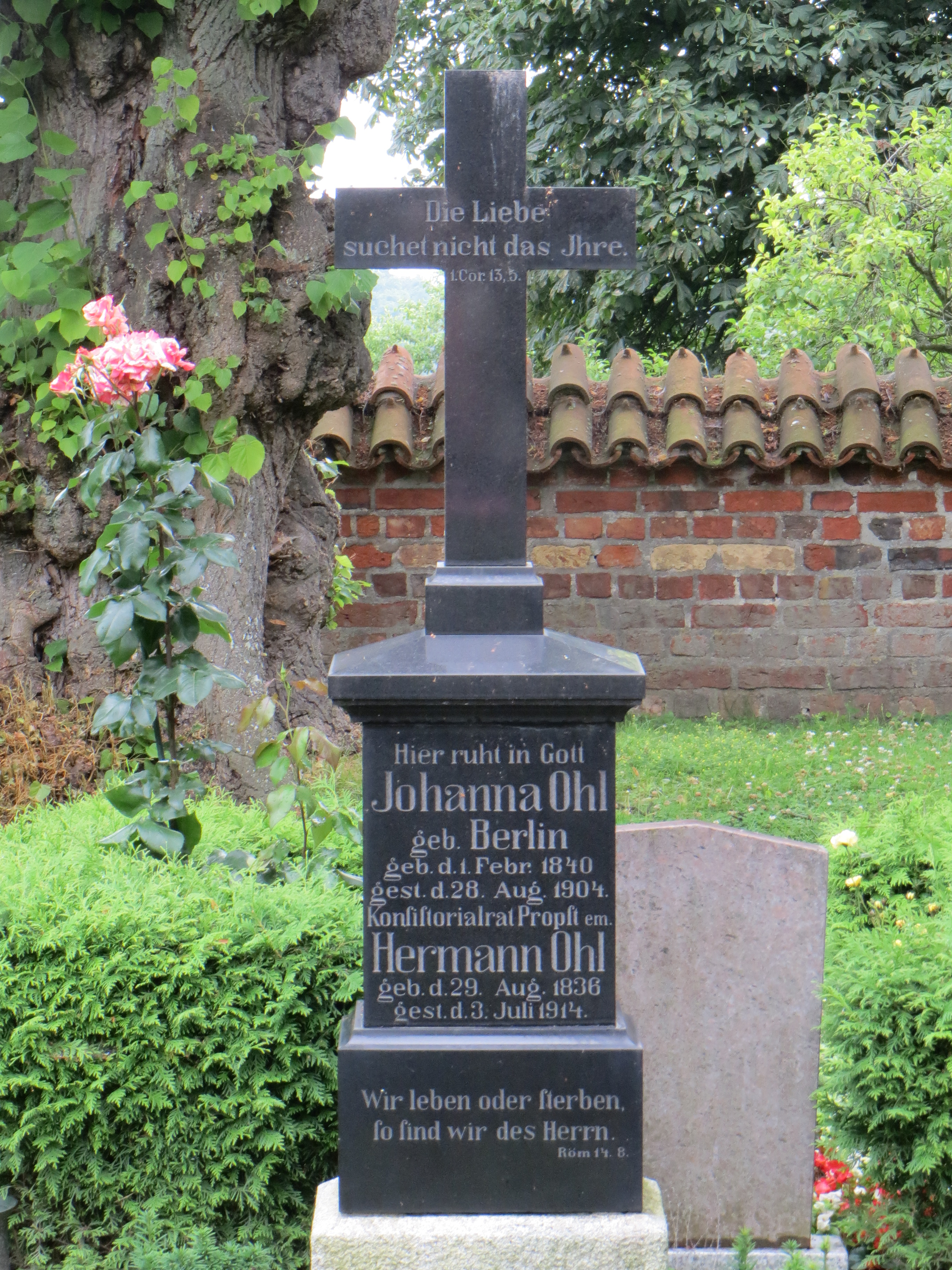
Grab von Hermann Ohl und seiner Frau auf dem Friedhof am Ratzeburger Dom

Seit 1882 war er Mitglied des Vereins für mecklenburgische Geschichte und Altertumskunde.
Ohl war seit 1865 verheiratet mit Johanna, geb. Berlin (* 1. Februar 1840; † 28. August 1904), einer Arzttochter aus Strelitz.

## Schriften
- Zur Erinnerung an den Feldmarschall Grafen Albrecht von Roon. Zwei Vorträge am 25. März 1898 und 10. Februar 1899 gehalten. Leipzig 1899
- Luther der deutsche Mann. Ratzeburg 1904